# Telipogon hagsateri
Telipogon hagsateri är en orkidéart som beskrevs av Dodson och Rodrigo Escobar. Telipogon hagsateri ingår i släktet Telipogon och familjen orkidéer.
Artens utbredningsområde är Ecuador. Inga underarter finns listade i Catalogue of Life.